# Souvan (priimek)
Souvan je priimek več znanih Slovencev:
- Ferdinand Souvan, trgovec, lastnik parka v Volčjem Potoku
- Feri Souvan, pisec glasbenih besedil
- Ivan Souvan (1848—1912), publicist, prevajalec in kritik
- Nada Souvan (1914—1996), kostumografinja
- Roza Souvan (1848—1919), gledališka igralka in pevka